# 联合抵制1984年夏季奥运会
联合抵制1984年夏季奥运会通常被称为“抵制洛杉矶奥运会”，是苏联政府在四年前美国与多国联合抵制1980年夏季奥运会后主导的对洛杉矶奥运会进行抵制的一次行动，一共有19个国家共同抵制此届奥运会，包括除罗马尼亚以外的绝大多数东欧国家都参与了这场抵制活动。
罗马尼亚虽然是苏联的盟友，但经过与阿格内斯·穆拉的会谈，无视苏联的抵制要求，参加1984年洛杉矶奥运会。
为了弥补运动员不能参加奥运会的遗憾，苏联为抵制国家组织了“友谊—84”运动会，这是一项全面的多项体育赛事，包括22个奥运项目（除足协和花样游泳外），和非奥运项目的乒乓球、网球和桑博摔跤。

## 抵制国家

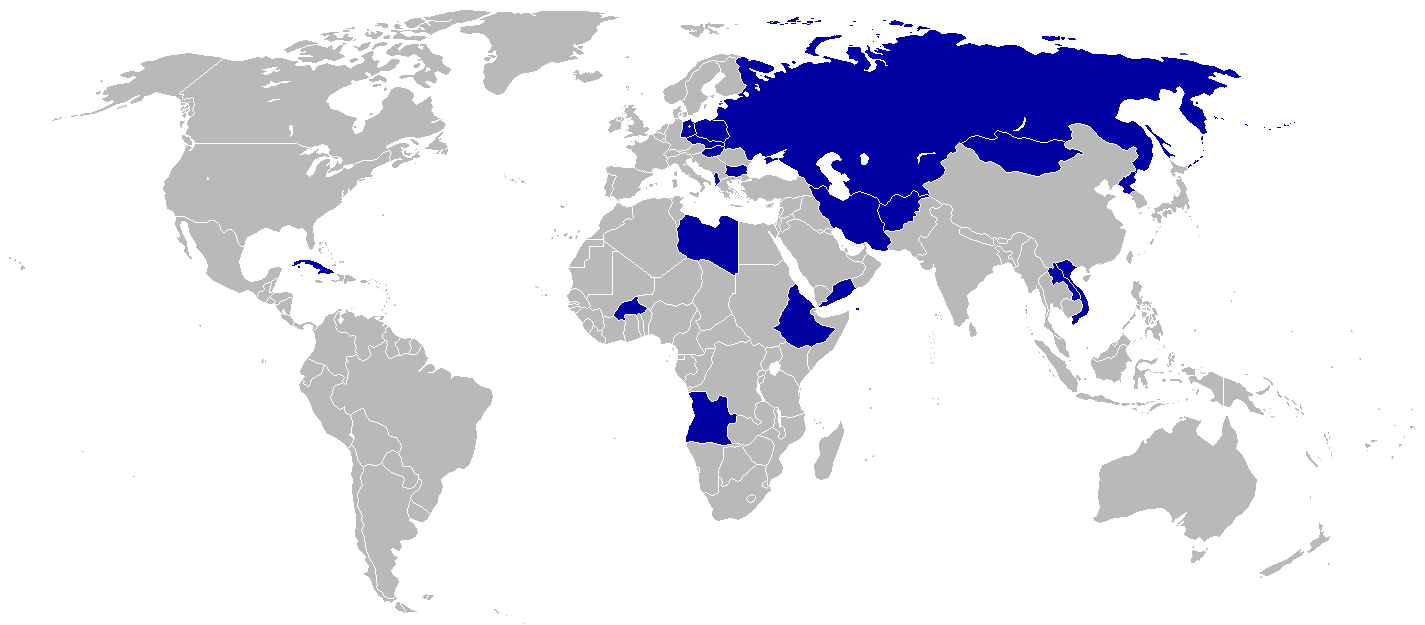

以下十九个国家是参与联合抵制，其中大部分国家是苏联的盟友，还有其他国家，分别是阿尔巴尼亚、布吉納法索、利比亚与伊朗等。
- 苏联
- 东德
- 捷克斯洛伐克
- 波蘭人民共和國
- 匈牙利人民共和国
- 保加利亞人民共和國
- 蒙古人民共和国
- 古巴
- 越南
- 阿富汗
- 南也門
- 衣索比亞
- 安哥拉

## 关联条目
- 1984年夏季奥林匹克运动会
- 联合抵制1980年夏季奥运会